# Рыбаков, Фёдор Егорович
Фёдор Его́рович Рыбако́в (1868 — 18 апреля 1920, Москва) — российский и советский психиатр и психолог, доктор медицинских наук, профессор. Один из основателей и первый директор Московского психоневрологического института.

## Биография
Родился в 1868 году в мещанской семье.
Изучал медицину в Московском императорском университете, после окончания которого долгое время работал внештатным ассистентом в психиатрической клинике университета и только в тридцать один год он был назначен на штатный оклад. В 1899 году Ф. Е. Рыбаков защитил докторскую диссертацию на тему «К вопросу об изменениях в центральной нервной системе при свинцовых параличах».
В 1896 году Ф. Е. Рыбаков, впервые в России, организует в психиатрической клинике университета кабинет по лечению гипнозом больных алкоголизмом. В 1904 году, на основании доклада Ф. Е. Рыбакова, Пироговский съезд рекомендовал устройство амбулаторий для алкоголиков.
Придерживаясь умеренных социально-политических воззрений, Ф. Е. Рыбаков не разделял призывов психиатров к проведению социальных реформ. Полагал, что революционные события способствуют ухудшению состояния психически больных и провоцируют психические заболевания предрасположенных к ним индивидов.
В 1911 году, после ухода В. П. Сербского в отставку в знак протеста против политики министра просвещения Л. А. Кассо, на его место был назначен Ф. Е. Рыбаков, оказавшийся в оппозиции к большинству сотрудников, не желавших поддерживать нового директора. Бывшая до этого центром психиатрической жизни университетская клиника опустела, традиционные для клиники Малые пятницы были перенесены в другое место. Московские учёные и врачи объявили бойкот ставленникам Л. А. Кассо и в результате Ф. Е. Рыбаков оказался в изоляции — он не участвовал ни в съезде Союза психиатров, ни в Международном конгрессе по призрению душевнобольных, проходившего в Москве в 1913 году.
В 1919 году Ф. Е. Рыбаков, совместно с А. Н. Бернштейном, содействовал созданию Психоневрологического музея. В 1920 году музей был преобразован в Московский психоневрологический институт, а Рыбаков становится первым директором данного учреждения.
Скончался 18 апреля 1920 года в Москве. Похоронен на Новодевичьем кладбище.

## Научная деятельность
Научные интересы Ф. Е. Рыбакова лежали в области экспериментально-психологических исследований в психиатрии, проблем социальной психиатрии, алкоголизма, аффективных психозов, также уделял внимание вопросам психотерапии и психогигиены.
Ф. Е. Рыбаков был активным сторонником использования психологических методов в процессе диагностики душевных болезней, пропагандировал применение тестов в педагогике и психиатрии. В 1901 году, после смерти А. А. Токарского, Рыбаков возглавил психологическую лабораторию при Московском университете, где, в дополнение к опытам В. Вундта с аппаратами, использовал тесты и эксперименты, разработанные Ф. Гальтоном, Г. Мюнстербергом, Б. Бурдоном, Г. Эббингаузом, Э. Крепелиным и А. Бине, а также соотечественниками — А. Н. Бернштейном и А. П. Нечаевым. В 1910 году Ф. Е. Рыбаков, совместно с Г. И. Россолимо и А. Н. Бернштейном, организовал Общество экспериментальной психологии. Введение тестов вызвало серьёзное неприятие и сопровождалось их критикой — как считали многие психиатры, тесты не выявляли то, на что были направлены.
Ф. Е. Рыбаков изучал проблему алкоголизма, считая что «душевнобольной и алкоголик — кровные братья». При этом указывал, что от пьющих родителей дети получают зачатки расположения к пьянству, но определяют в конечном итоге алкоголизм не они, а условия воспитания.
В 1908 году Рыбаков публикует работу «Современные писатели и больные нервы», в которой критиковал современных ему писателей, в том числе А. И. Куприна и И. А. Бунина, за «отсутствие идейности». По мнению Рыбакова, современная ему литература страдала не только от мелких тем, но и от засилья «патологических типов — вырождающихся, неврастеников и психопатов», которым «место не на жизненном пиру, а в санатории, в психиатрической больнице».

## Основные труды
- Рыбаков Ф. Е. Гипнотизм и психическая зараза. — М.: «Типолитография В. Рихтер», 1905.
- Рыбаков Ф. Е. Границы психического здоровья и помешательства. — М.: «Типолитография В. Рихтер», 1906.
- Рыбаков Ф. Е. Душевные расстройства в связи с последними политическими событиями. — М., 1906.
- Рыбаков Ф. Е. Современные писатели и больные нервы: психиатрический этюд. — М., 1908.
- Рыбаков Ф. Е. Атлас для экспериментально-психологического исследования личности с подробным описанием и объяснением таблиц. — М.: «Типолитография И. Д. Сытина», 1910.
- Рыбаков Ф. Е. Современная интеллигенция и «озверение» нравов // «Куда мы идём? Настоящее и будущее русской интеллигенции, литературы, театра и искусств…: сборник статей и ответов». — М., 1910.
- Рыбаков Ф. Е. Циклофрения: круговой психоз. — М., 1913.
- Рыбаков Ф. Е. Влияние культуры и цивилизации на душевные заболевания. — М., 1914.
- Рыбаков Ф. Е. Душевные болезни. — М., 1916.
- Рыбаков Ф. Е. Атлас для экспериментально-психологического исследования личности. — СПб.: «КАРО», 2008. — 128 с. — ISBN 978-5-9925-0061-5.